# Shimuradelgrupp
Inom matematiken är Shimuradelgruppen Σ(N), uppkallad efter Goro Shimura, en delgrupp av Jacobianen av den modulära kurvan X0(N) av nivå N. Den är kerneln av den naturliga transformationen till Jacobianen av X1(N). Det finns en liknande delgrupp Σ(N,D) associerad till Shimurakurvan av kvaternionalgebror.